# Dharma & Greg
Dharma & Greg è una sitcom statunitense prodotta dal 1997 al 2002.
Ideata da Dottie Dartland e Chuck Lorre, la serie è stata trasmessa dalla ABC. In Italia è stata trasmessa da Italia 1 dal 2001 al 2002.

## Trama
San Francisco. Dharma e Greg sono due giovani molto diversi tra loro, sia per carattere sia per estrazione sociale, apparentemente senza nulla in comune. Dharma, istruttrice di yoga come i genitori Abby e Larry, è cresciuta in un ambiente new age fortemente anticonvenzionale, tanto che i suoi vivono ancora oggi alla maniera hippy. Greg, avvocato, proviene invece da una facoltosa famiglia dell'alta borghesia, costituita dal padre Edward, ex militare, e dalla madre Kitty, una donna snob e superficiale.
Nonostante ciò i due giovani, incontratisi casualmente, si innamorano a prima vista e all'oscuro di tutti decidono di sposarsi il giorno stesso. Questa situazione porta a un inevitabile incontro-scontro tra gli stili di vita delle rispettive famiglie, completamente agli antipodi, e che ora si ritrovano improvvisamente costrette ad accettarsi e, ancor peggio, frequentarsi; così come Dharma e Greg, ancora ignari l'un l'altro di tanti aspetti delle loro vite, nonostante il forte amore devono lavorare giorno dopo giorno per far funzionare il loro frettoloso matrimonio.

## Episodi
La sitcom si compone di 119 episodi, divisi in 5 stagioni. La serie non ha un vero e proprio finale, dato che molti risvolti narrativi aperti nella quinta stagione si sarebbero dovuti sviluppare nella successiva, mai realizzata.
| Stagione         | Episodi | Prima TV USA | Prima TV Italia |
| ---------------- | ------- | ------------ | --------------- |
| Prima stagione   | 23      | 1997-1998    | 2001            |
| Seconda stagione | 24      | 1998-1999    | 2001-2002       |
| Terza stagione   | 24      | 1999-2000    | 2002            |
| Quarta stagione  | 24      | 2000-2001    | 2002            |
| Quinta stagione  | 24      | 2001-2002    | 2002            |

## Personaggi e interpreti

### Personaggi principali
- Dharma Freedom Finkelstein, coniugata Montgomery (stagioni 1-5), interpretata da Jenna Elfman, doppiata da Paola Valentini.
È la moglie di Greg, è stata cresciuta nello stile della cultura new age dai suoi genitori hippy, Larry e Abby. Lavora insieme a sua madre in una cooperativa come istruttrice di yoga. È una donna libera, estroversa, spontanea e anticonvenzionale. Ha scelto da sola il suo nome quando aveva cinque anni e non chiama mai i suoi genitori mamma e papà. Ha l'ossessione di voler aiutare chiunque abbia un problema di qualsiasi genere, ma il suo eccessivo altruismo spesso non le permette di vedere l'ipocrisia e l'opportunismo degli altri. Non crede alle coincidenze ed è convinta che tutto accada per una ragione. A dispetto della sua natura pacifica, è estremamente competitiva, tanto da diventare prepotente e meschina. Ama Greg nonostante le loro differenze, in effetti il matrimonio ha aiutato Dharma a diventare più matura, va molto d'accordo con il suocero Edward, invece ha un rapporto di alti e bassi con la suocera Kitty sebbene nel profondo si vogliano molto bene, tra l'altro entrando nella famiglia Montgomery si è inserita abbastanza bene (conservando però la sua esuberanza) nell'alta società. Ha avuto un'infanzia felice sebbene più volte abbia rimpianto di non essere cresciuta in un ambiente più convenzionale, ad esempio Larry e Abby non le permettevano di avere giocattoli o di prendere parte ad attività agonistiche, e non le hanno fatto frequentare la scuola studiando a casa come privatista; probabilmente è per questo che crescendo Dharma ha preferito non abbracciare completamente le idee fin troppo integraliste dei suoi genitori.
- Gregory "Greg" Clifford Montgomery (stagioni 1-5), interpretato da Thomas Gibson, doppiato da Giorgio Borghetti.
È il marito di Dharma, è cresciuto nell'alta società di San Francisco, suo padre Edward è l'amministratore delle Industrie Montgomery. Ha studiato alla Phillips Exeter Academy, e ha frequentato prestigiose università come Harvard e Stanford, laureandosi in legge. Il carattere di Greg è l'esatta antitesi di quello della moglie, infatti è un uomo ordinario, diligente, timido e cinico, caratteri derivati dall'essere cresciuto in un ambiente borghese e altolocato. È un maniaco del controllo, infatti cerca sempre di programmare ogni cosa, a un livello quasi ossessivo. Greg ha lavorato come procuratore di stato, ma capendo di non aver mai amato la sua carriera lo lascia per aprire un suo studio legale, per poi accettare di lavorare insieme a suo padre nella ditta di famiglia. Spesso è imbarazzato e disorientato dalla stravaganza di Dharma, ma la ama accettandola per quella che è, infatti ama sua moglie proprio per via di quella sua spontaneità che invece a lui manca. La sua infanzia è stata piuttosto triste, a causa dell'indifferenza del padre e del narcisismo della madre. Nonostante trovi il più delle volte ridicoli e invadenti i suoi suoceri, vuole bene a entrambi, spesso viene messo in evidenza che va molto più d'accordo con loro che con i suoi stessi genitori.
- Kitty Montgomery (stagioni 1-5), interpretata da Susan Sullivan, doppiata da Lorenza Biella.
È la madre di Greg, una ricca snob, ossessionata dal controllo e dall'apparenza. È una persona emotiva, egocentrica e materialista. Spesso i comportamenti esuberanti e stravaganti della nuora la mettono in imbarazzo, tra l'altro Dharma si comporta così intenzionalmente per provocarla, ma in fondo le vuole bene. Organizza sempre eventi di beneficenza, è cresciuta in una famiglia modesta anche se poi, successivamente, il padre farà la sua fortuna aprendo una catena di stazioni di servizio. Anche se non lo dà a vedere in realtà Kitty ha un cuore d'oro, ed è una donna sensibile e passionale.
- Edward Montgomery (stagioni 1-5), interpretato da Mitchell Ryan, doppiato da Michele Kalamera.
È il padre di Greg, un militare in pensione dai modi all'apparenza molto rigidi, ma in realtà ben più amichevoli rispetto a quelli della moglie. È a capo delle Industrie Montgomery, che ha ereditato dal padre. Ha frequentato l'Università di Notre Dame. Prima di convolare a nozze con Kitty era sposato con un'altra donna. Va molto d'accordo con Dharma e i suoi consuoceri, sebbene lui e Larry abbiano spesso idee divergenti, in definitiva sono comunque buoni amici. Lui e Kitty raramente mostrano affetto l'uno per l'altra, Edward è quasi sempre costretto a sopportare in silenzio i capricci e le lamentele della moglie, comunque nonostante tutto la ama sinceramente.
- Abigail Kathleen "Abby" Finkelstein (stagioni 1-5), interpretata da Mimi Kennedy, doppiata da Cristina Noci.
È la madre di Dharma, irriducibile hippy che combatte in difesa dell'ambiente. È rigorosamente vegana (sebbene durante la gravidanza mangia volentieri la carne). Si intromette costantemente nella vita privata di Dharma e Greg, compresa la loro sfera sessuale, mettendo sempre in imbarazzo suo genero. Molte volte ha dimostrato di avere un carattere decisamente più maturo e lungimirante rispetto a quello del compagno Larry. Si è laureata all'università di Berkeley, lavora insieme alla figlia nella cooperativa tenendo "seminari femminili". Desiderosa di rendere il suo amore con Larry più ufficiale, lo spingerà a chiderle di sposarla, e i due diventeranno marito e moglie. Seppur in non più giovane età, renderà Dharma sorella di un bambino, Harold "Harry" Christian. Abby è l'unica donna che Larry abbia mai amato, ma diversamente da suo marito Abby quando era giovane aveva diversi spasimanti.
- Myron Lawrence "Larry" Finkelstein (stagioni 1-5), interpretato da Alan Rachins, doppiato da Carlo Valli.
È il padre di Dharma, anche lui anticonformista, in passato era un attivista. È di fede ebraica sebbene non abbia mai mostrato una grande osservanza nei confronti della sua religione. Si oppone all'industrializzazione ed è fissato con le idee cospirazioniste. Non è particolarmente intelligente, e ha costanti vuoti di memoria, sembra che la cosa sia associata alla sua gioventù (al frequente uso di sostanze allucinogene). Contrariamente a Abby lui non è veramente vegano, infatti ama mangiare carne, ma non ha il coraggio di farlo davanti a Abby avendo paura di farla arrabbiare. Anche se afferma di odiare l'avidità, è molto più taccagno e materialista di quanto non dia a vedere. Larry e Abby si sposeranno nella terza stagione, sebbene come più volte ha sottolineato Edward loro due erano già praticamente sposati, infatti anche se Larry si vanta costantemente del fatto che quello tra lui e Abby è un rapporto libero e aperto, in realtà Larry è un uomo estremamente monogamo, nonché timorato della moglie. Lui e Abby avranno un altro figlio, Harold "Harry" Christian, inoltre Larry inizierà a lavorare alle Industrie Montgomery come guardia di sicurezza, venendo poi licenziato data la sua incapacità di prendere sul serio il lavoro. Quando era giovane aveva un grande talento come musicista.
- Jane Deaux (stagioni 1-4, guest star stagione 5), interpretata da Shae D'Lyn, doppiata da Laura Lenghi.
È la migliore amica di Dharma nonché sua vicina di casa. È canadese, molto bizzarra, e addirittura più infantile e spregiudicata di Dharma. Si sposa in seguito con Pete anche se in realtà lo avevano fatto solo per non sentirsi soli, infatti il loro matrimonio si basa solo sulla mera intesa sessuale. Alla fine divorzieranno dato che in realtà si odiano, benché anche dopo la fine del loro matrimonio dimostreranno di essere ancora attratti l'una dall'altro.
- Pete Cavanaugh (stagioni 1-5), interpretato da Joel Murray, doppiato da Wladimiro Grana.
È il migliore amico di Greg e suo collega di lavoro al ministero. Successivamente, dopo il suo licenziamento, Greg lo nominerà (malvolentieri) socio del suo studio. Edward lo assumerà alle Industrie Montgomery. Pete è tutto l'opposto del suo amico, infatti se Greg è un uomo sensibile, serio e integerrimo, Pete è immaturo, pigro, superficiale e privo di profondità d'animo. Più volte è stato messo in evidenza che come avvocato è un autentico fallimento, rivelandosi incapace di adempiere anche alle mansioni più semplici, oltre al fatto che non mette mai serietà nel lavoro. È un donnaiolo, e le sue relazioni sentimentali, che ben riflettono il suo stile di vita squallido, sono sempre di breve durata, la sua storia più duratura è stata con Jane tanto che i due si sposeranno, finendo però col divorziare.

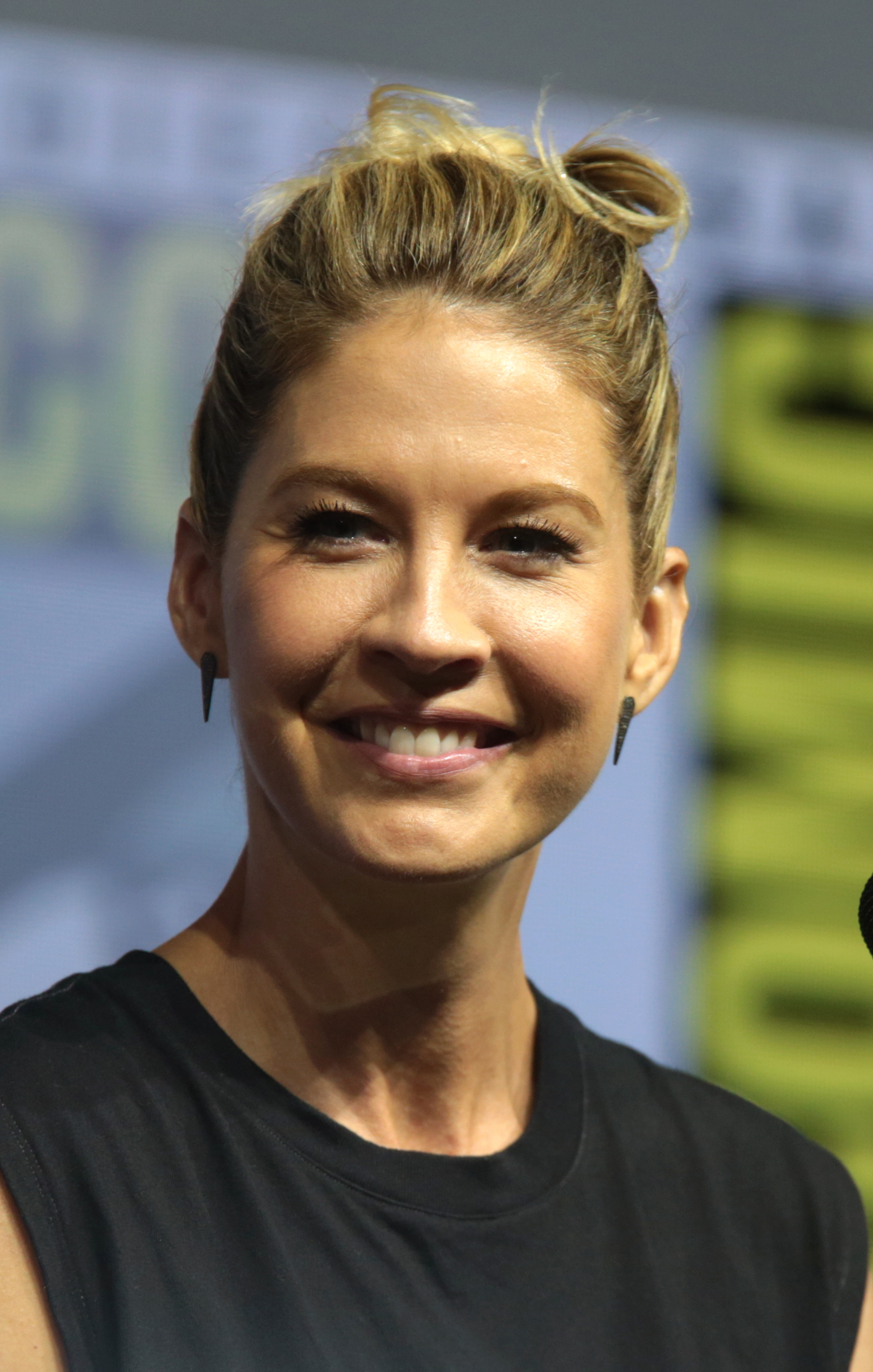
Jenna Elfman interpreta Dharma Finkelstein
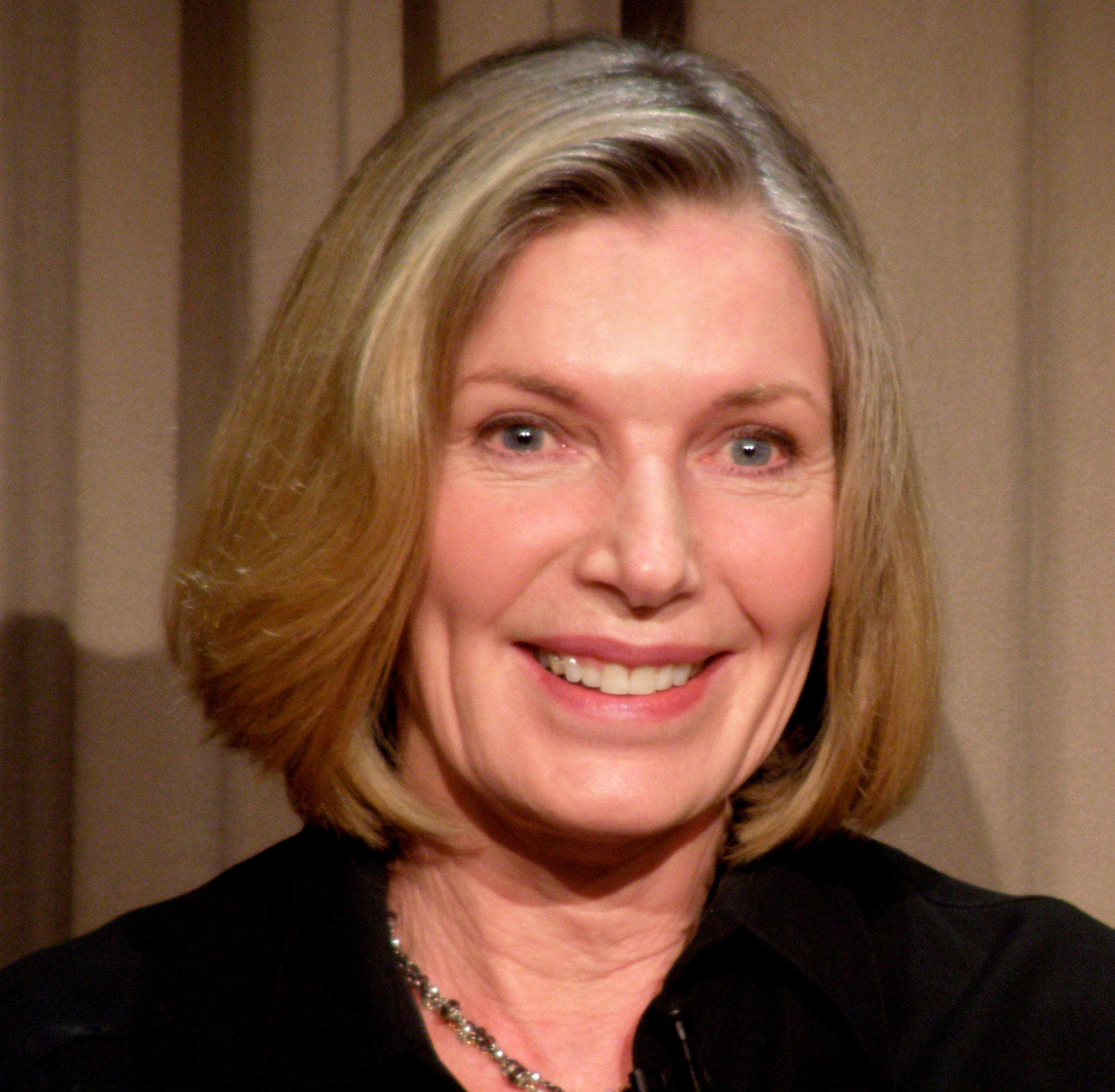
Susan Sullivan interpreta Kitty Montgomery
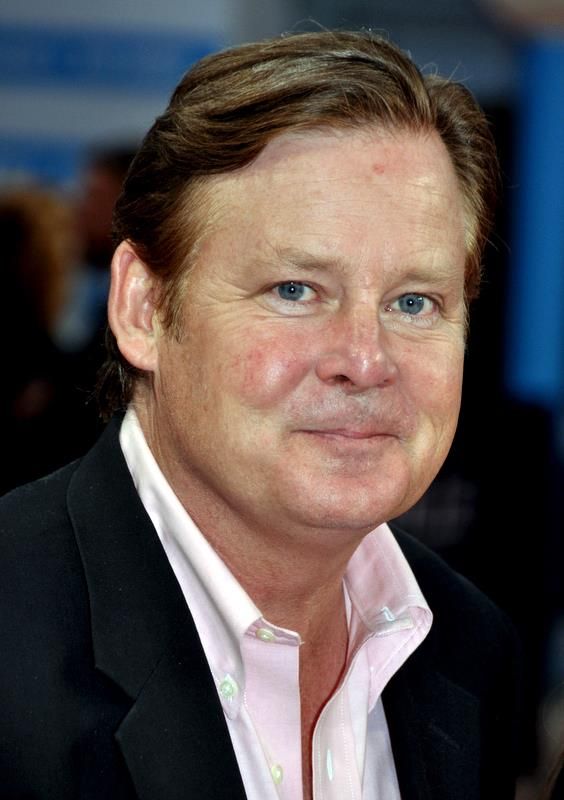
Joel Murray interpreta Pete Cavanaugh

### Personaggi secondari
- Celia (stagioni 1-5), interpretata da Lilian Hurst, doppiata da Deddi Savagnone.
È la domestica della famiglia Montgomery, è originaria del Sud America, un tempo era un'insegnante, e anche un soldato. Sembra l'unica capace di saper gestire il carattere di Kitty.
- Marcie (stagioni 3-5), interpretata da Helen Greenberg, doppiata da Graziella Polesinanti.
È un'amica di Dharma, abbastanza anziana, lavora alla reception della cooperativa dove lavora Dharma. È molto dolce, ingenua e timida; sua frase ricorrente è «mi dispiace».
- Claire (stagioni 1, 3-4), interpretata da Kathryn Joosten, doppiata da Flora Carosello.
È una collega di lavoro di Dharma alla cooperativa, tiene un corso sulla "sessualità per anziani".
- Susan Wong (stagioni 3-5), interpretata da Susan Chang.
Amica di Dharma, lavora con lei alla cooperativa come agopunturista. Nella quarta stagione sposerà Russell.
- Russell Gotleib (stagione 4), interpretato da Andy Milder, doppiato da Franco Mannella.
È un amico di Greg, ed è un avvocato, come suo padre. Lui e Susan si innamoreranno e si sposeranno nel finale della quarta stagione.
- George (stagioni 1-2, 4-5), interpretato da Floyd 'Red Crow' Westerman, doppiato da Renato Mori.
È un anziano pellerossa con cui Dharma fa amicizia. Muore sul tetto dell'appartamento di Dharma e Greg, e in seguito apparirà più volte a Dharma come visione.
- Marlene (stagioni 1-5), interpretata da Yeardley Smith.
Lavora come segretaria al ministero e in seguito nello studio legale di Greg. È sempre acida e di cattivo umore, sebbene Greg sia il capo non gli dà mai il rispetto dovuto.
- Donna (stagione 2), interpretata da Brigid Brannagh.
Giovane ragazza madre che decide di dare in adozione il suo bambino, Daniel, a Greg e Dharma. Purtroppo però, avendo capito di non avere il coraggio di separarsi da lui, decide di riprenderselo, e i due sposi, pur a malincuore, rispettano il suo volere.
- Donald (stagioni 2-5), interpretato da J.D. Walsh, doppiato da Simone Crisari.
Giovane ragazzo timido e goffo con cui Dharma stringe amicizia, cercando sempre di istruirlo per aiutarlo a essere più sicuro di sé.
- Charlie (stagione 4), interpretato da Kevin Sorbo, doppiato da Massimo Rossi.
Insegnante di storia molto affascinante con un divorzio alle spalle (la moglie lo tradiva con il suo capo) che si innamorerà di Dharma, sentimento in parte ricambiato, sebbene Charlie decida di mettersi da parte quando capisce che Dharma sarà sempre devota a Greg.
- Nancy (stagione 5), interpretata da Anne Ramsay, doppiata da Cinzia De Carolis.
Dottoressa con la quale Pete intraprenderà una breve relazione, successivamente lei lo lascerà dopo che Pete la tradirà con Jane.

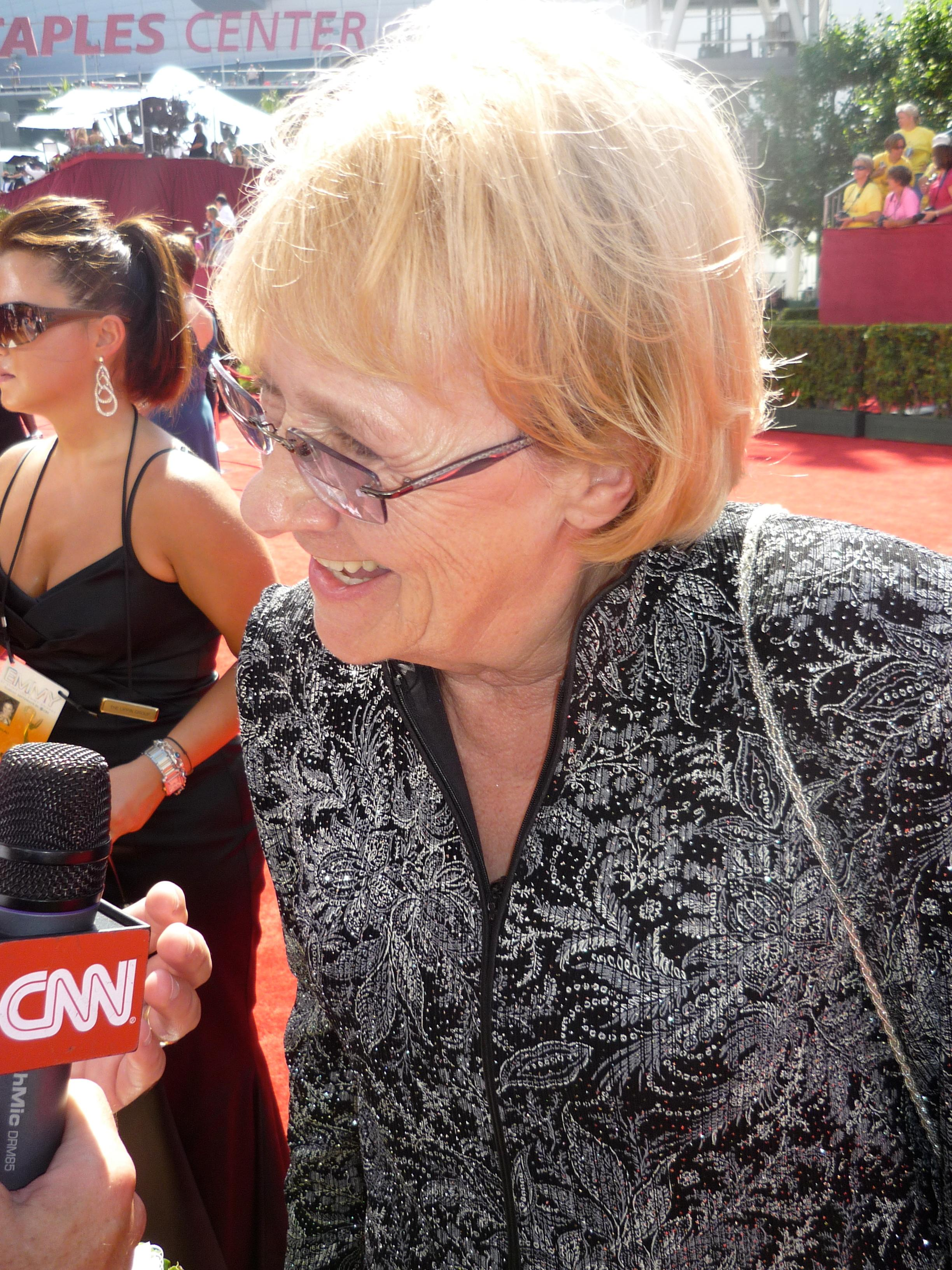
Kathryn Joosten interpreta Claire
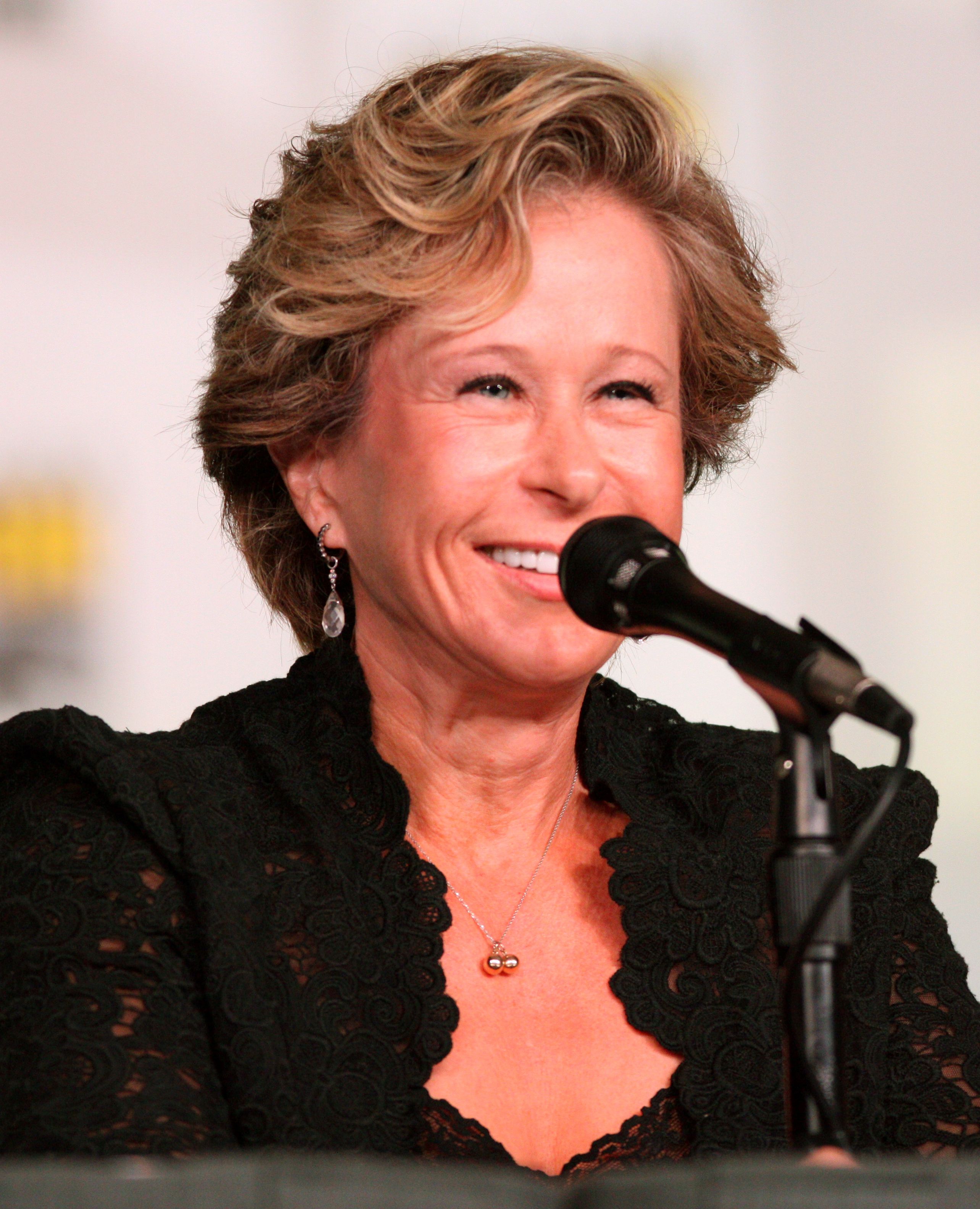
Yeardley Smith interpreta Marlene
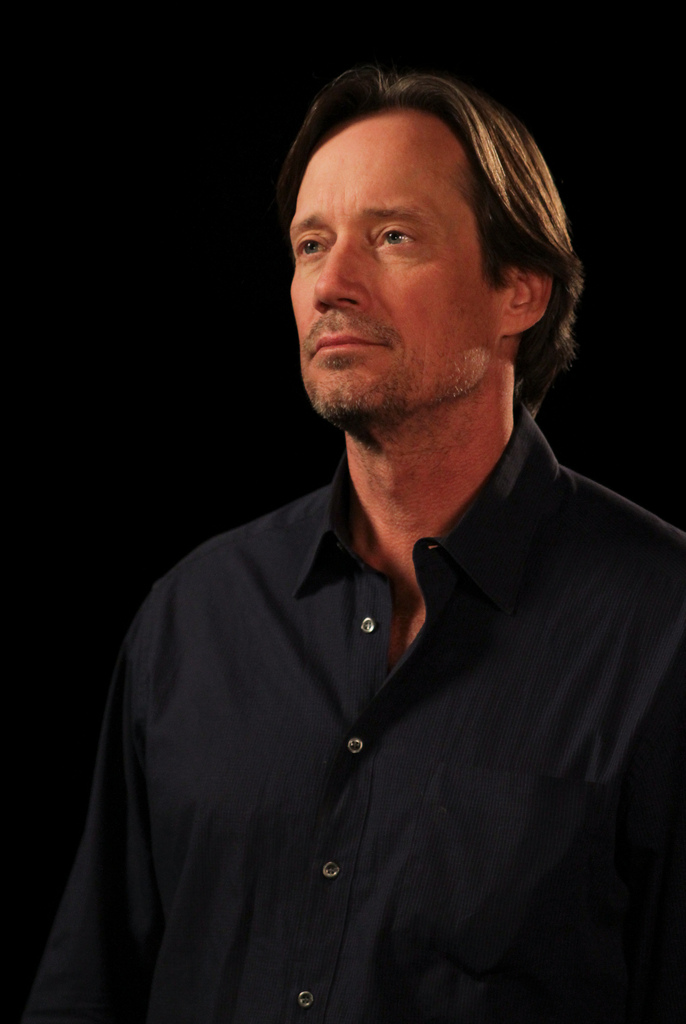
Kevin Sorbo interpreta Charlie

## Crossover
Nel 2011 Jenna Elfman e Thomas Gibson hanno ripreso i ruoli di Dharma e Greg in un breve cameo all'interno della sitcom Due uomini e mezzo, anch'essa creata da Chuck Lorre; nell'episodio È un piacere conoscerti che apre la nona stagione, la coppia si presenta come acquirente della casa del defunto protagonista Charlie Harper.

## Riconoscimenti
- 1998 - BMI Film & TV Award
  - BMI TV Music Award a Dennis C. Brown
- 1998 - Artios Award
  - Best Casting for TV - Comedy Pilot a Nikki Valko
- 1998 - People's Choice Awards
  - Nuova serie TV commedia
- 1999 - Golden Globe
  - Miglior attrice in una serie commedia o musicale a Jenna Elfman
- 1999 - BMI Film & TV Award
  - BMI TV Music Award a Dennis C. Brown
- 1999 - TV Guide Award
  - Favorite Actress in a Comedy a Jenna Elfman
- 2000 - BMI Film & TV Award
  - BMI TV Music Award a Dennis C. Brown
- 2000 - TV Guide Award
  - Favorite Actress in a Comedy a Jenna Elfman
- 2002 - Genesis Awards
  - Television - Comedy Series (per l'episodio A Fish Tale)